# أندرو جيه. هنتر
أندرو جيه. هنتر (بالإنجليزية: Andrew J. Hunter)‏ (و. 1831 – 1913 م) هو سياسي، محام، مهندس من الولايات المتحدة الأمريكية ولد في غرينكاسل.